# Franz Prinke
Franz Prinke (* 24. Jänner 1898 in Wien; † 4. Jänner 1969 in Kitzbühel) war ein österreichischer Politiker (ÖVP). Er war von 1945 bis 1969 Abgeordneter zum Österreichischen Nationalrat.

## Leben
Prinke besuchte nach der Volksschule die Bürgerschule und wechselte danach an die Handelsschule. Er legte die Verwaltungsprüfung ab und war ab 1926 beruflich als Leiter des Arbeitsamtes der Christlichen Gewerkschaft tätig. Er stieg zum Leiter der Arbeitsämter Wiens auf und wurde nach dem Zweiten Weltkrieg 1945 Landesparteisekretär der ÖVP Wien.
Politisch engagierte sich Prinke zunächst in der Christlichsozialen Partei (CS), wobei er die CS ab 1927 im Wiener Landtag und Gemeinderat vertrat. Er war zudem von 1927 bis 1934 Bezirksparteiobmann der CS-Simmering und wurde nach der Machtübernahme der Nationalsozialisten aus politischen Gründen zwischen 1938 und 1940 in „Schutzhaft“ genommen. Nach dem Zweiten Weltkrieg war Prinke vom 19. Dezember 1945 bis zum 4. Jänner 1969 Abgeordneter zum Nationalrat.
Franz Prinke wurde 1956 in der Wiener Hofburgkapelle durch Albert Ohlmeier OSB, Prior der Südwestdeutschen Ordensprovinz, als Vertreter von Großprior Erzbischof Andreas Rohracher in den Ritterorden vom Heiligen Grab zu Jerusalem investiert.
Nach Franz Prinke wurde 2006 die Franz-Prinke-Gasse in Simmering benannt.

## Auszeichnungen
- 1968: Komturkreuz des Gregoriusordens mit Stern[1]